# Rajd Rosyjska Zima 1973
Rajd Rosyjska Zima 1973 (3. Rallye Russkaya Zima 1973) – trzecia edycja rajdu samochodowego Rajd Rosyjska Zima rozgrywanego w ZSRR. Rozgrywany był od 9 do 17 grudnia 1973 roku. Rajd był siódmą rundą Rajdowego Pucharu Pokoju i Przyjaźni w roku 1973.

## Klasyfikacja rajdu
| Miejsce                        | Kierowca                       | Pilot                          | Samochód                       | Czas                           | Strata                         |                                |
| Klasyfikacja generalna i RPPiP | Klasyfikacja generalna i RPPiP | Klasyfikacja generalna i RPPiP | Klasyfikacja generalna i RPPiP | Klasyfikacja generalna i RPPiP | Klasyfikacja generalna i RPPiP | Klasyfikacja generalna i RPPiP |
| ------------------------------ | ------------------------------ | ------------------------------ | ------------------------------ | ------------------------------ | ------------------------------ | ------------------------------ |
| 1.                             | Ilia Chubrikov                 | Kiro Kirov                     | Renault 12 Gordini             |                                | -                              |                                |
| 2.                             | Stasys Brundza                 | Anatoliy Brum                  | Moskvich 412                   |                                |                                |                                |
| 3.                             | Andrey Shishkov                | Andrey Shishkov                | Moskvich 412                   |                                |                                |                                |
| 4.                             | Vladimir Bubnov                | Anatoliy Pechenkin             | Moskvich 412                   |                                |                                |                                |
| 5.                             | Nikolay Elizarov               | Vladimir Vorontsov             | GAZ 24 Volga                   |                                |                                |                                |
| 6.                             | Nikolay Kirpichnikov           | Anatoliy Grigoryev             | Moskvich 412                   |                                |                                |                                |
| 7.                             | Yordan Toplodolski             | Vladimir Iliev                 | Renault 12 Gordini             |                                |                                |                                |
|                                |                                |                                |                                |                                |                                |                                |
| 10.                            | Stoyan Kolev                   | Georgi Malkamov                | Renault 12 Gordini             |                                |                                |                                |